# Bendoy
Bendoy, en  persa: بندوی, o Vinduyih, en  persa medio Windōē,  era un noble sasánida, militar y hombre de estado, de la Casa de Ispahbudhan. Su hermana era la madre de Cosroes II por lo que Bendoy era el tío de Cosroes II. Bendoy y Vistahm jugaron un papel importante en la restauración del trono para Cosroes II de Bahram VI. Más tarde fue depuesto en Ctesifonte por las órdenes de Cosroes II.
Era miembro de la casa de Ispahbudhan o Aspahbadh, uno de los Siete clanes partos, al final del siglo VI

## Biografía

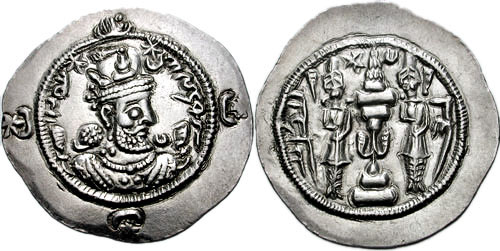
Dracma de Hormisda IV (r. 579–590)

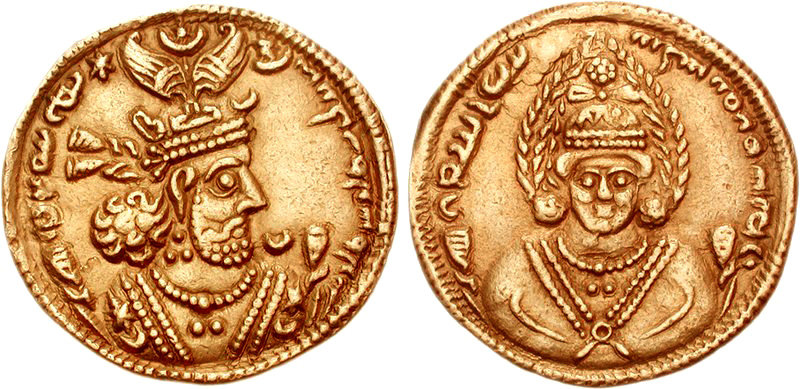
Dinar de oro de Cosroes II

Nieto del general Aspebedes, era hijo del oficial Sapor y hermano del oficial Bistam. Además de Bistam, tenía una hermana que se casó con Hormizd IV (r. 579–590), que por lo tanto era el tío materno de Cosroes II (r. 591–628). El opositor de Hormisda IV, fue arrestado en Ctesifonte , la capital imperial, pero pronto fue liberado por conspiradores y participó, junto a su hermano, en un golpe de Estado que depuso, cegó y mató a Hormisda, elevando a Cosroes al trono. En ese momento, el Imperio sasánida estaba amenazado por una revuelta liderada por los autodenominados Vararanes VI . Bajo el mando de un gran contingente rebelde, Bahram VI marchó hacia Ctesifonte. En medio de su marcha se enfrentó al ejército de Cosroes II, en el cual Bindoes comandaba el centro y lo derrotó.
Incapaces de oponerse a Bahram VI, el sah y sus tíos huyeron a Azerbaiyán. Bistam se quedó para reunir tropas, mientras que Bindoes escoltó a Cosroes hasta el Imperio bizantino. En el camino, fueron sorprendidos por las tropas rebeldes y Bindoes se dejó capturar para garantizar la fuga del monarca. Más tarde fue liberado por conspiradores que planeaban matar a Bahram VI. El intento fracasó y escapó a Azerbaiyán, donde reunió un ejército para ayudar a Cosroes II. Más tarde, en Armenia, acompañó al oficial bizantino Juan Mistacón para unirse al ejército enviado por el emperador Mauricio I (r. 582–602)para restaurar a Cosroes II. A principios de 591, el sah regresó con asistencia militar de los bizantinos, y fue acompañado por 12 000 jinetes armenios y 8000 tropas azerbaiyanas reclutadas por Bistam. En la batalla del Blarathon, el ejército de Vararanes VI sufrió una derrota decisiva, y Cosroes II reclamó a Ctesifonte y su trono.
Después de su victoria, Cosroes II recompensó a sus tíos con altos cargos: Bindoes se convirtió en tesorero y primer ministro y Bistam recibió el puesto de spahbod del Este. Pronto, sin embargo, Cosroes cambió de opinión: tratando de disociarse de su padre muerto, el sah decidió ejecutarlos. La tradicional desconfianza del sha sasánida de los magnates más poderosos y el resentimiento personal de Cosroes por la conducta paternalista de Bindoes contribuyeron a esta decisión. Pronto fue sentenciado a muerte y, según una fuente siríaca , fue capturado y asesinado mientras intentaba huir hacia donde estaba su hermano en el este. Su muerte posiblemente ocurrió en 594.

## Árbol genealógico
|         |         |         |         |         |         |  |  |                   |                   |                   |                   |                   |                   |                 |                 |                 |                 |            |            |            |            |         |         |         |         |         |         |         |         |         |         |           |           |           |           |           |           |          |          |  |  |  |  |  |  |  |  |  |  |  |  |  |  |
|         |         |         |         |         |         |  |  |                   |                   |                   |                   |                   |                   |                 |                 |                 |                 |            |            | Bawi       |            |         |         |         |         |         |         |         |         |         |         |           |           |           |           |           |           |          |          |  |  |  |  |  |  |  |  |  |  |  |  |  |  |
|         |         |         |         |         |         |  |  |                   |                   |                   |                   |                   |                   |                 |                 |                 |                 |            |            |            |            |         |         |         |         |         |         |         |         |         |         |           |           |           |           |           |           |          |          |  |  |  |  |  |  |  |  |  |  |  |  |  |  |
|         |         |         |         |         |         |  |  |                   |                   |                   |                   |                   |                   |                 |                 |                 |                 |            |            | Shapur     |            |         |         |         |         |         |         |         |         |         |         |           |           |           |           |           |           |          |          |  |  |  |  |  |  |  |  |  |  |  |  |  |  |
|         |         |         |         |         |         |  |  |                   |                   |                   |                   |                   |                   |                 |                 |                 |                 |            |            |            |            |         |         |         |         |         |         |         |         |         |         |           |           |           |           |           |           |          |          |  |  |  |  |  |  |  |  |  |  |  |  |  |  |
|         |         |         |         |         |         |  |  |                   |                   |                   |                   |                   |                   |                 |                 |                 |                 |            |            |            |            |         |         |         |         |         |         |         |         |         |         |           |           |           |           |           |           |          |          |  |  |  |  |  |  |  |  |  |  |  |  |  |  |
|         |         |         |         |         |         |  |  |                   |                   |                   |                   | Vinduyih          | Vinduyih          | Vinduyih        | Vinduyih        | Vinduyih        | Vinduyih        |            |            |            |            |         |         |         |         |         |         | Vistahm | Vistahm | Vistahm | Vistahm | Vistahm   | Vistahm   |           |           |           |           |          |          |  |  |  |  |  |  |  |  |  |  |  |  |  |  |
|         |         |         |         |         |         |  |  |                   |                   |                   |                   | Vinduyih          | Vinduyih          | Vinduyih        | Vinduyih        | Vinduyih        | Vinduyih        |            |            |            |            |         |         |         |         |         |         | Vistahm | Vistahm | Vistahm | Vistahm | Vistahm   | Vistahm   |           |           |           |           |          |          |  |  |  |  |  |  |  |  |  |  |  |  |  |  |
|         |         |         |         |         |         |  |  |                   |                   |                   |                   |                   |                   |                 |                 |                 |                 |            |            |            |            |         |         |         |         |         |         |         |         |         |         |           |           |           |           |           |           |          |          |  |  |  |  |  |  |  |  |  |  |  |  |  |  |
|         |         |         |         |         |         |  |  |                   |                   |                   |                   |                   |                   |                 |                 |                 |                 |            |            |            |            |         |         |         |         |         |         |         |         |         |         |           |           |           |           |           |           |          |          |  |  |  |  |  |  |  |  |  |  |  |  |  |  |
|         |         |         |         |         |         |  |  |                   |                   |                   |                   | Farrukh Hormizd   | Farrukh Hormizd   | Farrukh Hormizd | Farrukh Hormizd | Farrukh Hormizd | Farrukh Hormizd |            |            |            |            | Tiruyih | Tiruyih | Tiruyih | Tiruyih | Tiruyih | Tiruyih |         |         |         |         |           |           | Vinduyih  | Vinduyih  | Vinduyih  | Vinduyih  | Vinduyih | Vinduyih |  |  |  |  |  |  |  |  |  |  |  |  |  |  |
|         |         |         |         |         |         |  |  |                   |                   |                   |                   | Farrukh Hormizd   | Farrukh Hormizd   | Farrukh Hormizd | Farrukh Hormizd | Farrukh Hormizd | Farrukh Hormizd |            |            |            |            | Tiruyih | Tiruyih | Tiruyih | Tiruyih | Tiruyih | Tiruyih |         |         |         |         |           |           | Vinduyih  | Vinduyih  | Vinduyih  | Vinduyih  | Vinduyih | Vinduyih |  |  |  |  |  |  |  |  |  |  |  |  |  |  |
|         |         |         |         |         |         |  |  |                   |                   |                   |                   |                   |                   |                 |                 |                 |                 |            |            |            |            |         |         |         |         |         |         |         |         |         |         |           |           |           |           |           |           |          |          |  |  |  |  |  |  |  |  |  |  |  |  |  |  |
|         |         |         |         |         |         |  |  |                   |                   |                   |                   |                   |                   |                 |                 |                 |                 |            |            |            |            |         |         |         |         |         |         |         |         |         |         |           |           |           |           |           |           |          |          |  |  |  |  |  |  |  |  |  |  |  |  |  |  |
|         |         |         |         |         |         |  |  | Rostam Farrokhzād | Rostam Farrokhzād | Rostam Farrokhzād | Rostam Farrokhzād | Rostam Farrokhzād | Rostam Farrokhzād |                 |                 | Farrukhzad      | Farrukhzad      | Farrukhzad | Farrukhzad | Farrukhzad | Farrukhzad |         |         |         |         |         |         |         |         |         |         |           |           |           |           |           |           |          |          |  |  |  |  |  |  |  |  |  |  |  |  |  |  |
|         |         |         |         |         |         |  |  | Rostam Farrokhzād | Rostam Farrokhzād | Rostam Farrokhzād | Rostam Farrokhzād | Rostam Farrokhzād | Rostam Farrokhzād |                 |                 | Farrukhzad      | Farrukhzad      | Farrukhzad | Farrukhzad | Farrukhzad | Farrukhzad |         |         |         |         |         |         |         |         |         |         |           |           |           |           |           |           |          |          |  |  |  |  |  |  |  |  |  |  |  |  |  |  |
|         |         |         |         |         |         |  |  |                   |                   |                   |                   |                   |                   |                 |                 |                 |                 |            |            |            |            |         |         |         |         |         |         |         |         |         |         |           |           |           |           |           |           |          |          |  |  |  |  |  |  |  |  |  |  |  |  |  |  |
|         |         |         |         |         |         |  |  |                   |                   |                   |                   |                   |                   |                 |                 |                 |                 |            |            |            |            |         |         |         |         |         |         |         |         |         |         |           |           |           |           |           |           |          |          |  |  |  |  |  |  |  |  |  |  |  |  |  |  |
| Shahram | Shahram | Shahram | Shahram | Shahram | Shahram |  |  | Surkhab I         | Surkhab I         | Surkhab I         | Surkhab I         | Surkhab I         | Surkhab I         |                 |                 | Isfandyadh      | Isfandyadh      | Isfandyadh | Isfandyadh | Isfandyadh | Isfandyadh |         |         | Bahram  | Bahram  | Bahram  | Bahram  | Bahram  | Bahram  |         |         | Farrukhan | Farrukhan | Farrukhan | Farrukhan | Farrukhan | Farrukhan |          |          |  |  |  |  |  |  |  |  |  |  |  |  |  |  |